# ديفيد أستون
ديفيد أستون (بالإنجليزية: David Aston)‏ هو ممثل نيوزيلندي، ولد في 1953 في نيوزيلندا.

## أعمال

### أفلام
- (1999) ذا ماتريكس[2][3][4]

## وصلات خارجية
- ديفيد أستون على موقع IMDb (الإنجليزية)
- ديفيد أستون على موقع ألو سيني (الفرنسية)
- ديفيد أستون على موقع أول موفي (الإنجليزية)
- ديفيد أستون على موقع قاعدة بيانات الأفلام السويدية (السويدية)
- ديفيد أستون على موقع قاعدة بيانات الفيلم (الإنجليزية)
- ديفيد أستون على موقع كينوبويسك (الروسية)